# 南京大学历史学院
南京大學歷史系是南京大學採用近代學制以來最早設立的系科之一，也是歷史淵源最悠久的學科之一，最早可追溯到1902年建立的三江師範學堂國史科。經過多代學人的積累，形成了完備的教學研究體系。
1952年院系調整時，原中央大學歷史學院、邊疆政治系和金陵大學歷史學院合併组成的南京大學歷史學系。2014年12月，南京大學撤銷歷史學系建制，成立歷史學院，目前歷史學院下設中國歷史系、世界歷史系、考古文物系、國際關係研究院、中國邊政研究所。

## 現況概覽

### 專業設置
- 中國近現代史
- 中國古代史
- 世界史
- 國際關係史
- 考古學

### 研究機構
- 南京大學歷史研究所
- 南京大學中華民國史研究中心
- 南京大學臺灣研究所
- 南京大學民族研究所
- 南京大學國際關係研究所
- 南京大學歐盟研究所
- 元史研究室
- 英國史研究室
- 民間社會研究中心
- 歐美研究中心

### 师资
教授
- 張之恒 新石器考古、環境考古
- 范毓周 商周考古、中國上古史
- 朱瀛泉 國際關係史學與理論、20世紀國際關係
- 李昌憲 宋史
- 陳得芝 元朝史、中外關係史、歷史地理
- 范金民 江南區域經濟史
- 魏良韜 西域史、中國中古史、西北歷史地理
- 史全生 中國近代經濟史、臺灣史
- 劉迎勝 西北民族史、中國與周邊國家關係史、中國伊斯蘭文化史
- 李良玉 中國近代思想史、中國近現代社會史
- 崔之清 當代臺灣史、長江中下游城鎮近代化、晚清史
- 陳紅民 中華民國史、中國現代史
- 張憲文 中華民國史、中國現代化研究
- 盧明華 美國對外關係
- 蔡少卿 中國近現代社會史
- 陳謙平 中華民國史
- 錢乘旦 英國史、世界區域發展史
- 高榮盛 元史
- 李慶餘 美國史、美國外交史
- 顏世安 先秦思想史
- 揚豫 史學理論與史學史、歐盟研究
- 高華 中國現代政治史
- 沈漢 歐美近現代史、英國史
- 朱寶琴 中華民國史
- 陳曉律 世界區域發展史、歐盟研究

### 其他
南京大學歷史系擁有藏書約25萬冊，分為中文圖書和線裝書、中文期刊和外文書刊兩個部分。另設有中國近現代史特藏室、國際關係史特藏室、英國史特藏室、元史特藏室。

## 簡史
- 南京大學歷史學系前身可以追溯到清光绪28年（西元1902年）成立的三江師範學堂设立歷史輿地科中的歷史科目，柳翼謀為近代南京大學歷史系的奠基者。最早則可上溯到吳景帝永安元年（西元258年）韋昭出任首任祭酒的吳國國學；至南朝宋文帝元嘉十五年（西元438年），何承天立史學館，並為儒、玄、文、史四館之一。南京高等師範學校和國立東南大學時期，民国4年（1915年）設在國文部內；民国8年（1919年）秋國文部改為文史地部，設在文史地部內；1921年文史地部和數理化部合建文理科，設在文理科內，徐則陵擔任歷史系主任。
- 民国17年（1928年），更校名為國立中央大學，此前歷史系一度和地理科合並為史地學系，很快又各自分立。民国37年（1948年）後因內戰動蕩及政權更替等因素，歷史系陷入蕭條，郭廷以、沈剛伯、張貴永、勞幹、納忠、金毓黻、羅爾綱、白壽彝、楊憲益、賀昌群等人先後離校。
- 1949年，中央大学更名南京大学。1952年院系調整，金陵大學歷史系併入南京大學歷史系，王繩祖、陳恭祿、王栻、徐益棠等教授使歷史系師資得到充實；金陵大學歷史系成立於1920年代，貝德士(Miner Searle Bates)為首任系主任。同時，南京大學（中央大學）邊疆政治系亦併入歷史系。
- 1977年政治動亂停止之後，歷史系的教學研究活動也開始恢復正常。錢乘旦，蔣孟引的弟子，中國第一位世界史學博士，即在1978年入南大歷史系。

## 鏈結
- 南京大學歷史系 （页面存档备份，存于）

1. ↑  南京大學歷史學院. . 南京大学历史学院官網.